# Joan Chelimo Melly
Joan Chelimo Melly (10 novembre 1990) è una mezzofondista keniota naturalizzata rumena.

## Biografia
Detiene la terza miglior prestazione europea di sempre nella maratona.

## Palmarès
| Anno | Manifestazione  | Sede   | Evento         | Risultato | Prestazione | Note |
| ---- | --------------- | ------ | -------------- | --------- | ----------- | ---- |
| 2024 | Europei         | Roma   | Mezza maratona | Argento   | 1h08'55"    |      |
| 2024 | Giochi olimpici | Parigi | Maratona       | dnf       | dnf         |      |

## Campionati nazionali
2010
- Eliminata in batteria ai campionati kenioti, 1500 m piani - 4'28"4

2011
- Eliminata in batteria ai campionati kenioti, 1500 m piani - 4'27"7

2023
- Oro ai campionati rumeni, 10000 m piani - 31'50"52

## Altre competizioni internazionali
2013
- 12ª alla World 10K Bangalore ( Bangalore) - 34'30"

2014
- Oro alla Mezza maratona di Cardiff ( Cardiff) - 1h12'26"

2017
- Argento alla Mezza maratona di Copenaghen ( Copenaghen) - 1h06'25"
- Oro alla Mezza maratona di Berlino ( Berlino) - 1h08'45"
- Oro alla Mezza maratona di Boston ( Boston) - 1h10'31"

2018
- Oro alla Mezza maratona di Praga ( Praga) - 1h05'26"
- 4ª alla Mezza maratona di Ras Al Khayma ( Ras Al Khayma) - 1h05'37"
- Bronzo alla Mezza maratona di Copenaghen ( Copenaghen) - 1h06'15"
- Argento alla Mezza maratona di Yangzhou ( Yangzhou) - 1h09'11"
- Oro alla Mezza maratona di Boston ( Boston) - 1h09'34"

2019
- 8ª alla Maratona di Tokyo ( Tokyo) - 2h26'24"
- Bronzo alla Mezza maratona di Valencia ( Valencia) - 1h06'39"

2020
- 8ª alla Maratona di Valencia ( Valencia) - 2h20'57"
- 4ª alla Mezza maratona di Ras Al Khayma ( Ras Al Khayma) - 1h06'16"

2021
- 7ª alla Maratona di Londra ( Londra) - 2h21'23"
- 4ª alla Mezza maratona di Istanbul ( Istanbul) - 1h05'09"

2022
- 5ª alla Maratona di Londra ( Londra) - 2h19'27"
- Oro alla Maratona di Seul ( Seul) - 2h18'04"

2023
- 12ª alla Maratona di Valencia ( Valencia) - 2h24'16"

2024
- Oro alla Mezza maratona di Parigi ( Parigi) - 1h06'39"